# Sulzemoos
Sulzemoos er en kommune i den vestlige del af Landkreis Dachau, i Regierungsbezirk Oberbayern i den tyske delstat Bayern, med knap 2.600 indbyggere. Sulzemoos udgør sammen med kommunerne Odelzhausen og Pfaffenhofen an der Glonn Verwaltungsgemeinschaft Odelzhausen.

## Geografi
I Sulzemoos ligger 11 landsbyer og bebyggelser:
- Sulzemoos
- Einsbach
- Haidhof
- Hilpertsried
- Lederhof
- Lindenhof
- Oberwinden
- Orthofen
- Unterwinden
- Wiedenzhausen
- Ziegelstadel